# 山谷基督教学校
山谷基督教学校（Valley Christian Schools）位于美国加利福尼亚州圣何塞，是一所从幼儿园至12年级的基督教新教学校。

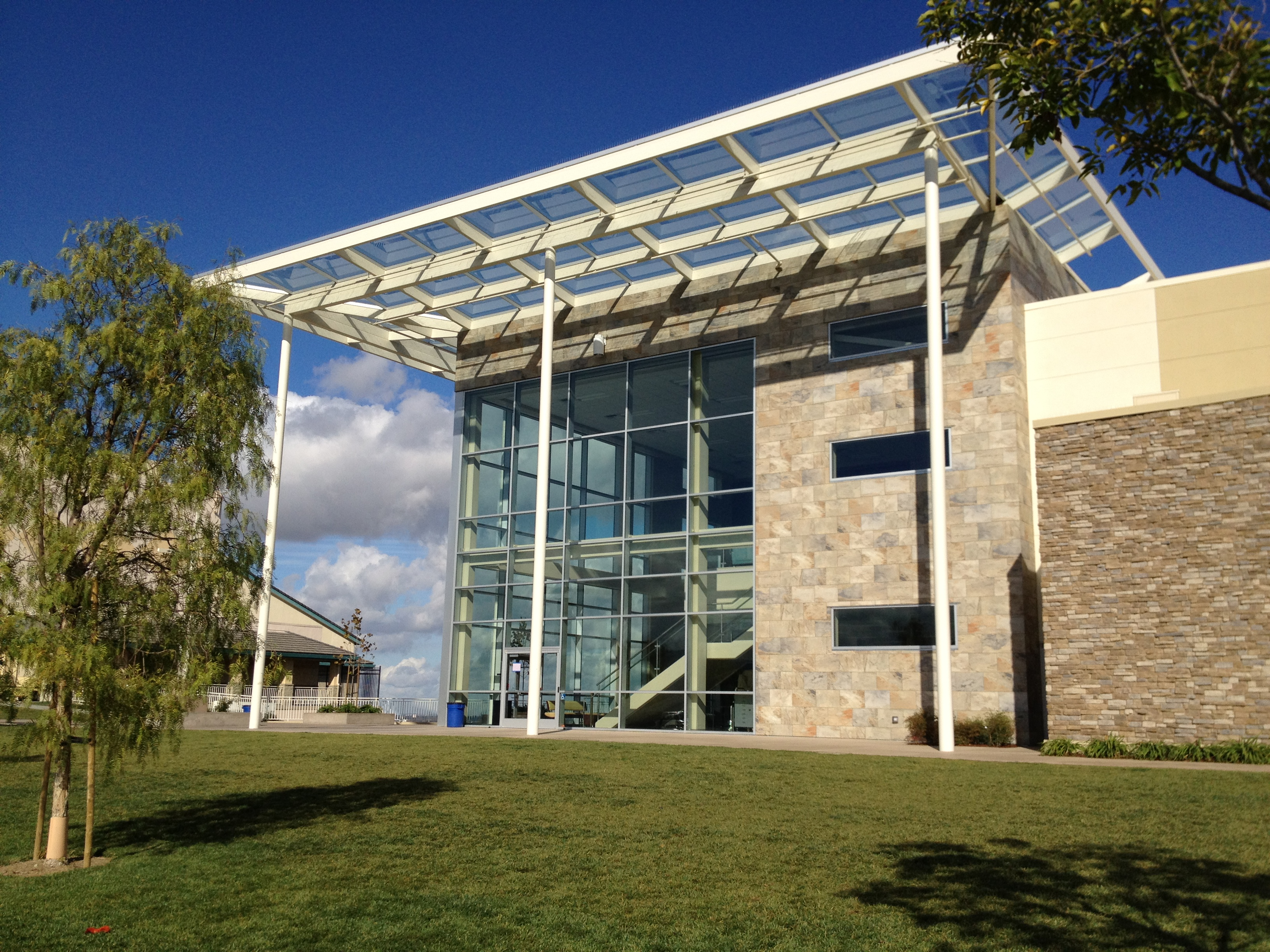
学校艺术大楼(Conservatory Building)